# (500399) 2012 TY94
(500399) 2012 TY94 es un asteroide perteneciente al cinturón de asteroides, descubierto el 4 de noviembre de 2007 por el equipo del Spacewatch desde el Observatorio Nacional de Kitt Peak, Arizona, Estados Unidos.

## Designación y nombre
Designado provisionalmente como 2012 TY94.

## Características orbitales
2012 TY94 está situado a una distancia media del Sol de 3,003 ua, pudiendo alejarse hasta 3,518 ua y acercarse hasta 2,488 ua. Su excentricidad es 0,171 y la inclinación orbital 2,657 grados. Emplea 1901,34 días en completar una órbita alrededor del Sol.
Los próximos acercamientos a la órbita de Júpiter se producirán el 13 de diciembre de 2050, el 12 de abril de 2088 y el 30 de agosto de 2134, entre otros.

## Características físicas
La magnitud absoluta de 2012 TY94 es 16,8.